# ウーゴ・ジ・ソウザ・ノゲイラ
ウーゴ・ソウザ（Hugo Souza）またはネネカ（Neneca）ことウーゴ・ジ・ソウザ・ノゲイラ（ポルトガル語: Hugo de Souza Nogueira、1999年1月31日 - ）は、ブラジルのサッカー選手。元ブラジル代表。ポジションはGK。

## クラブ歴
2009年、10歳でCRフラメンゴの下部組織に加入。2016年と2018年にコパ・サンパウロ・ジ・フチボウ・ジュニオールを制した。
トップチームでは2018年にカンピオナート・カリオカで2試合にベンチ入りするも出場機会はなかった。2020年9月27日にカンピオナート・ブラジレイロ・セリエAで初出場を記録しプロ初出場、試合は1-1の引分に終わったがマン・オブ・ザ・マッチに選出された。
2023年1月12日、ウーゴ・ソウザはヴィッセル神戸に移籍しました。 2023年7月2日、ウーゴ・ソウザはポルトガルのシャヴェスに1年間のローン移籍しました。 2024年11月26日、ウーゴ・ソウザはコリンチャンスに4年契約で移籍しました。

## 代表歴
2018年8月17日、プロとしての出場経験もアンダー代表としての出場経験もないにも関わらず、アメリカ合衆国代表およびエルサルバドル代表戦に臨むチッチ率いるブラジルA代表に招集された。出場機会は無かった。
同年12月13日には2019 南米ユース選手権のメンバーとして招集されたが、この大会でも出場機会はなかった。

## 人物
ネネカの呼び方はエリオ・ミゲウに肖って呼ばれている。